# Plocoglottis janowskii
Plocoglottis janowskii är en orkidéart som beskrevs av Johannes Jacobus Smith. Plocoglottis janowskii ingår i släktet Plocoglottis och familjen orkidéer. Inga underarter finns listade i Catalogue of Life.